# 片倉正美
片倉 正美（かたくら まさみ、1968年10月4日 - ）は、日本の公認会計士。EY新日本有限責任監査法人理事長。「4大監査法人」および大手中堅監査法人で日本初の女性トップに就いた。東京都大田区出身。

## 略歴
1968年、東京都大田区に生まれる。成城学園中学校高等学校を経て、1991年に明治大学経営学部を卒業。
1991年、太田昭和監査法人（現・EY新日本有限責任監査法人）入所。グローバル系企業の監査業務等に従事後、2005年より2年間、経済産業省商務情報政策局情報政策課にてIT政策に従事。「情報サービス・ソフトウェア に係る技術に関する施策評価検討会委員」他、政府委員を歴任。2011年、シニアパートナーに就任。2016年、常務理事企画・広報担当及び、EY Japan マネージングパートナー Brand, Marketing and Communications に就任。
本業の傍ら、社会貢献活動にも関心をもち、「東北未来創造イニシアチブ」に参画し、気仙沼・南三陸エリアの若手経営者の人材育成活動などにも従事した。女性のキャリア推進を支援する「カタリスト・ジャパン」のアドバイザリーボードメンバーなどにも名を連ねる。
2019年、大手及び中堅監査法人では初めての女性理事長に就任。また、50歳という年齢も理事長としては異例の若さで、「4大監査法人」及び大手監査法人に於いて最年少での就任である。この業績により、2021年「WOMEN AWARD 2021」のブレイクスルー賞を受賞した。

## 参考リンク
- EY新日本有限責任監査法人 理事長候補者選出のお知らせ
- 『初の女性理事長が挑む覚悟と信念の「監査イノベーション」』（ダイヤモンド・オンライン）
- 第24回国際女性ビジネス会議